# Suzanne Martel
Suzanne Martel, née Chouinard, est une journaliste, romancière et auteur pour la jeunesse québécoise née à Québec, le 8 octobre 1924 et morte le 29 juillet 2012 à Sainte-Adèle. 

## Biographie

### Origines
Suzanne Chouinard (son nom de naissance) est la fille de François-Xavier Chouinard, greffier de la Ville de Québec entre 1927 et 1961 et résident rue de Bernières à Québec jusqu'en 1963, et de Bernadette Rouillard. Elle est la sœur de Monique Corriveau, auteur d'une vingtaine de romans pour adolescents.

### Jeunesse et formation
Émerveillées par l'univers des romans de Rudyard Kipling (Le Livre de la jungle), les sœurs Suzanne et Monique Chouinard inventent un pays imaginaire, le Gotal, où habitent ceux qu'elles appellent les gens dans le mur. Toutes jeunes, elles rédigent les aventures de ces quarante personnages qu'elles finissent par connaître aussi bien que leur propre famille. L'écriture les exalte à un point tel qu'à partir de l'âge de douze ans, leur mère leur interdit de rédiger plus de huit heures par jour. Plus tard, lorsqu'elles atteindront l'âge adulte, elles choisiront, à tour de rôle, un membre du clan et écriront ses aventures des Montcorbier. Cela deviendra la plus volumineuse saga de l'histoire littéraire du Québec. Jusqu'à la mort prématurée de Monique Corriveau, en 1976, les deux sœurs avaient écrit l'une pour l'autre une quinzaine de romans sur leurs héros respectifs. Cette saga demeure en majeure partie non-publiée à ce jour.
Suzanne Martel a étudié au Monastère des Ursulines de Québec avant de poursuivre ses études en littérature à l'Université de Toronto en littérature et en langues.

### Carrière
Elle travaille comme journaliste au Soleil en 1945, puis comme pigiste à partir de 1946.
En 1963, elle publie son premier roman pour adolescents, un récit de science-fiction, Surréal 3000, pour lequel elle reçoit le prix de l'Association canadienne des éditeurs de langue française. Ce classique de la littérature jeunesse — et un des premiers romans québécois de science-fiction pour les jeunes — est encore aujourd'hui à l'étude dans plusieurs écoles secondaires.
En 1971, elle fonde l'hebdomadaire pour enfants Safari du Montréal-Matin. Elle y sera rédactrice en chef jusqu'en 1974, année où le journal est vendu à La Presse. Elle dirigera par ailleurs la collection « Galaxie » des Éditions Héritage.[réf. nécessaire]
En 1974, son roman Jeanne, fille du Roy, gagne la deuxième édition du prix Alvine-Bélisle décerné par l'Association pour l’avancement des sciences et des techniques de la documentation (ASTED) pour le meilleur livre canadien-français pour la jeunesse.
Suzanne Martel publie de nombreux romans qui feront d'elle une des grandes romancières d'aventure au Québec et au Canada.

### Mort
Le 29 juillet 2012, Suzanne (Chouinard) Martel décède entourée de ses proches à Sainte-Adèle.

## Vie privée
Après la Deuxième Guerre mondiale, Suzanne Martel s'établit à Outremont avec son mari Maurice Martel, avocat. Dans les années suivantes, l'écrivaine donne naissance à six garçons (Paul, Bernard, Luc, Éric, Alain-Anadi et Yves) qui deviennent rapidement son premier public.

## Publications
- Quatre Montréalais en l'an 3000, 1963 (réédité en 1971[7] sous le titre de Surréal 3000).
- Lis-moi la baleine, 1966.
- Jeanne, fille du Roy, 1974.
- Titralak, cadet de l'espace, 1974.
- Pi-Oui, 1975.
- À la découverte du Gotal (Récit de voyage en Inde, ayant inspiré le Gotal), 1979.
- L'apprentissage d'Arahé (Montcorbier), 1979.
- Premières armes - 1918 (Montcorbier), 1979.
- Nos amis robots, 1981.
- La baie du Nord (Menfou Carcajou), 1980.
- Menfou Carcajou, 1980.
- Au temps de Marguerite Bourgeoys, quand Montréal était un village, 1982.
- L'enfant de lumière, 1983.
- Contes de Noël, 1984.
- Un orchestre dans l'espace, 1985
- Les chemins d'eau (Menfou Carcajou), 1993.
- Une belle journée pour mourir (Menfou Carcajou), 1993.
- Arnaud de Montcorbier - 1914 (Montcorbier), 1997.
- La musique de la lune - 1919 (Montcorbier), 1998.
- Les aigles d'argent (Montcorbier), 1999.

## Prix et distinctions
- 1962 - Concours littéraire ACELF, Surréal 3000
- 1963 - Concours littéraire ACELF, Lis-moi la baleine
- 1968 - Prix David
- 1974 - Prix Alvine-Bélisle et le prix de l'ACELF, Jeanne, fille du Roy
- 1974 - Prix Vicky Metcalf
- 1979 - Concours littéraire ACELF, Nos amis robots
- 1981 - Ruth Schwartz Award
- 1981 - Prix de littérature de jeunesse du Conseil des Arts du Canada, Nos amis robots
- 1986 - (international) « Honour List »[8] de l' IBBY, catégorie Auteur, pour L'Enfant de lumière (illustrations de Felix Vincent)
- 1994 - Prix du Gouverneur général, Une belle journée pour mourir